# Dušan Makovický
Dušan Makovický, noto in Russia come Dušàn Petrovič Makovickij (Ružomberok, 10 dicembre 1866 – Ružomberok, 12 marzo 1921), è stato un attivista e memorialista slovacco, medico e seguace di Lev Tolstoj.

## Biografia
Originario di Ružomberok, creò nel 1891 in Ungheria una casa editrice per la pubblicazione delle opere di Lev Tolstoj, al quale fece visita per tre volte (nel 1894, 1897 e 1901), diventando un fervente propagandista della dottrina tolstoiana. A questo proposito, dopo la seconda visita, Tolstoj appuntò nel diario:
Makovický fu attivo nella diffusione delle opere di Tolstoj vietate dalla censura, collaborando con Vladimir Čertkov, che le stampava clandestinamente a Londra. In una lettera del 1900, recapitata da Victor Lebrun, Tolstoj gli scrisse:
Il 18 dicembre 1904 Makovický decise di vivere con Tolstoj a Jasnaja Poljana come suo medico personale. Lasciò un'enorme quantità di appunti, pubblicati nel 1938 in quattro volumi. Egli prendeva nota di tutto quel che succedeva in casa Tolstoj, grazie ad alcuni taccuini rigidi che portava sempre indosso, sui quali scriveva senza farsi notare, con una matita molto corta, muovendo la mano dentro la tasca. Lo faceva perché non si fidava della propria memoria, e la sera in camera ricopiava con cura le annotazioni. La figlia minore di Tolstoj, Aleksandra, ricorderà di lui:
A causa del suo astio nei confronti degli ebrei, Makovický non riusciva a tollerare Goldenweiser, un altro fedelissimo tolstoiano. Lev Tolstoj dichiarò in proposito:
Egli svolgeva l'attività di medico anche presso i villaggi vicini, occupandosi in particolare dei poveri, che curava quasi sempre senza farsi pagare.
Nella notte tra il 27 e il 28 ottobre 1910, seguì Tolstoj nella sua fuga da casa. Scrisse poi il libro La partenza di Tolstoj.
Dopo la scomparsa del maestro, rimase per circa un decennio a Jasnaja Poljana con i familiari di lui. La figlia maggiore di Tolstoj, Tat'jana, scrisse in una lettera del 1918 a un collega di Makovický:
In seguito fece ritorno in patria, dove visse con la moglie in difficili condizioni economiche. Ossessionato dall'idea del suicidio, s'impiccò in soffitta. A tale riguardo, Lev junior scriverà:
Fu amico intimo di Tomáš Masaryk, primo presidente della Cecoslovacchia.